# Нойзис
Нойзис (нем. Neusiß) — община в Германии, в земле Тюрингия. 
Входит в состав района Ильм. Подчиняется управлению Гераталь.  Население составляет 239 человек (на 31 декабря 2010 года). Занимает площадь 4,49 км².

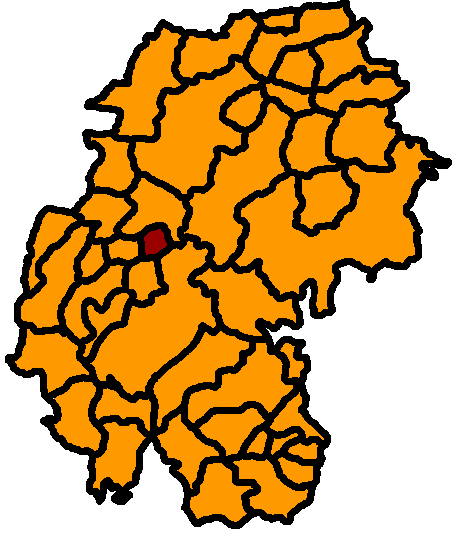
Нойзис